# MZKT-6527
Der MZKT-6527 (russisch МЗКТ-6527) ist ein schwerer Lastkraftwagen mit Allradantrieb des belarussischen Herstellers Minski Sawod Koljosnych Tjagatschei (russisch Минский завод колёсных тягачей, kurz MZKT bzw. МЗКТ, auf Deutsch Minsker Radschlepperwerk). Der Lkw wird mindestens seit 2001 und in verschiedenen Versionen produziert, die Nutzlasten von 9 bis 43 Tonnen abdecken. Es werden Fahrzeuge mit drei (6×6), vier (8×8) oder fünf (10×10) angetriebenen Achsen gebaut, die als Basis für Kipper, Mobilkräne, Spezialaufbauten und militärisches Gerät dienen.

## Fahrzeuggeschichte

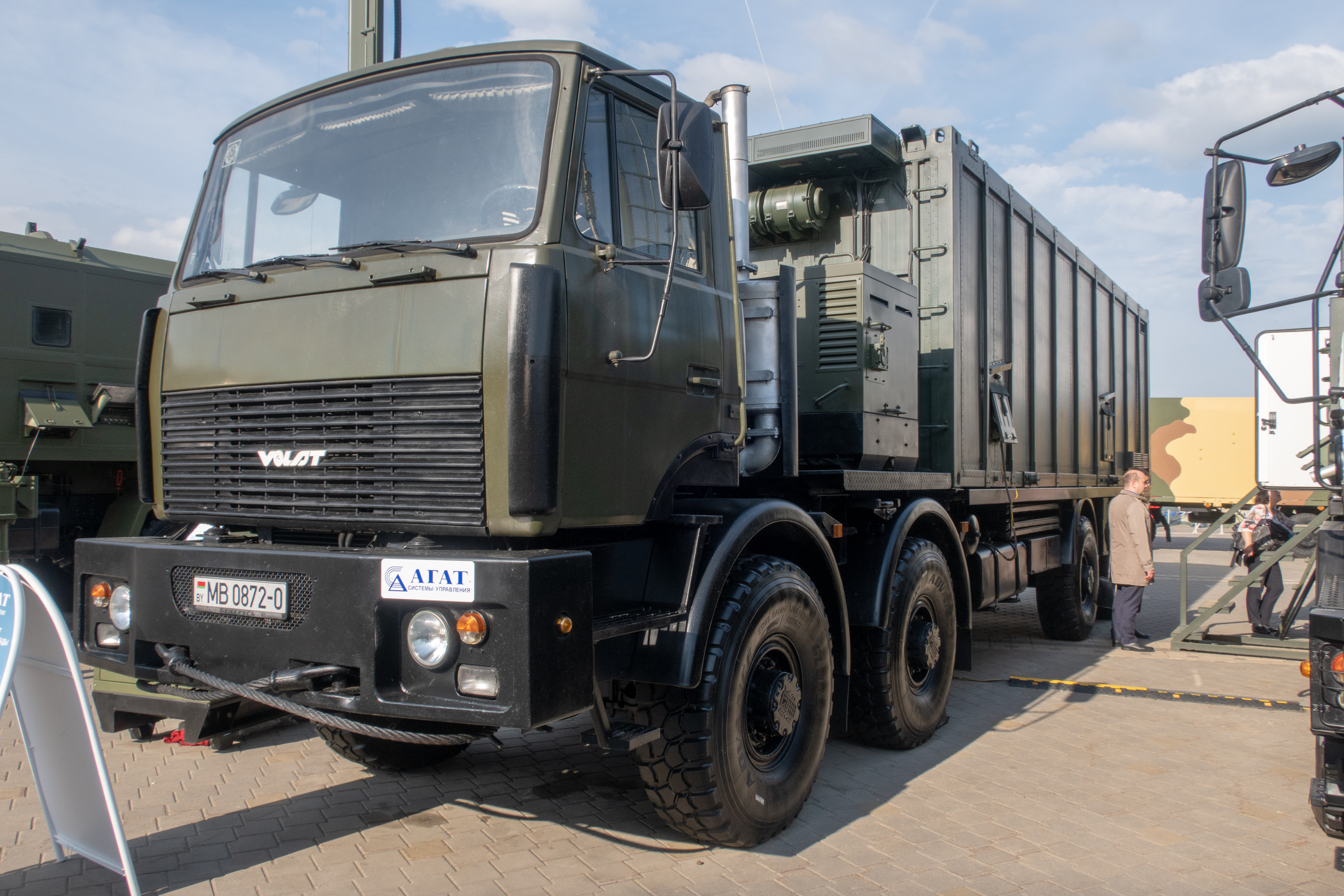
MZKT-6527 auf einer Rüstungsmesse in Minsk (2019)

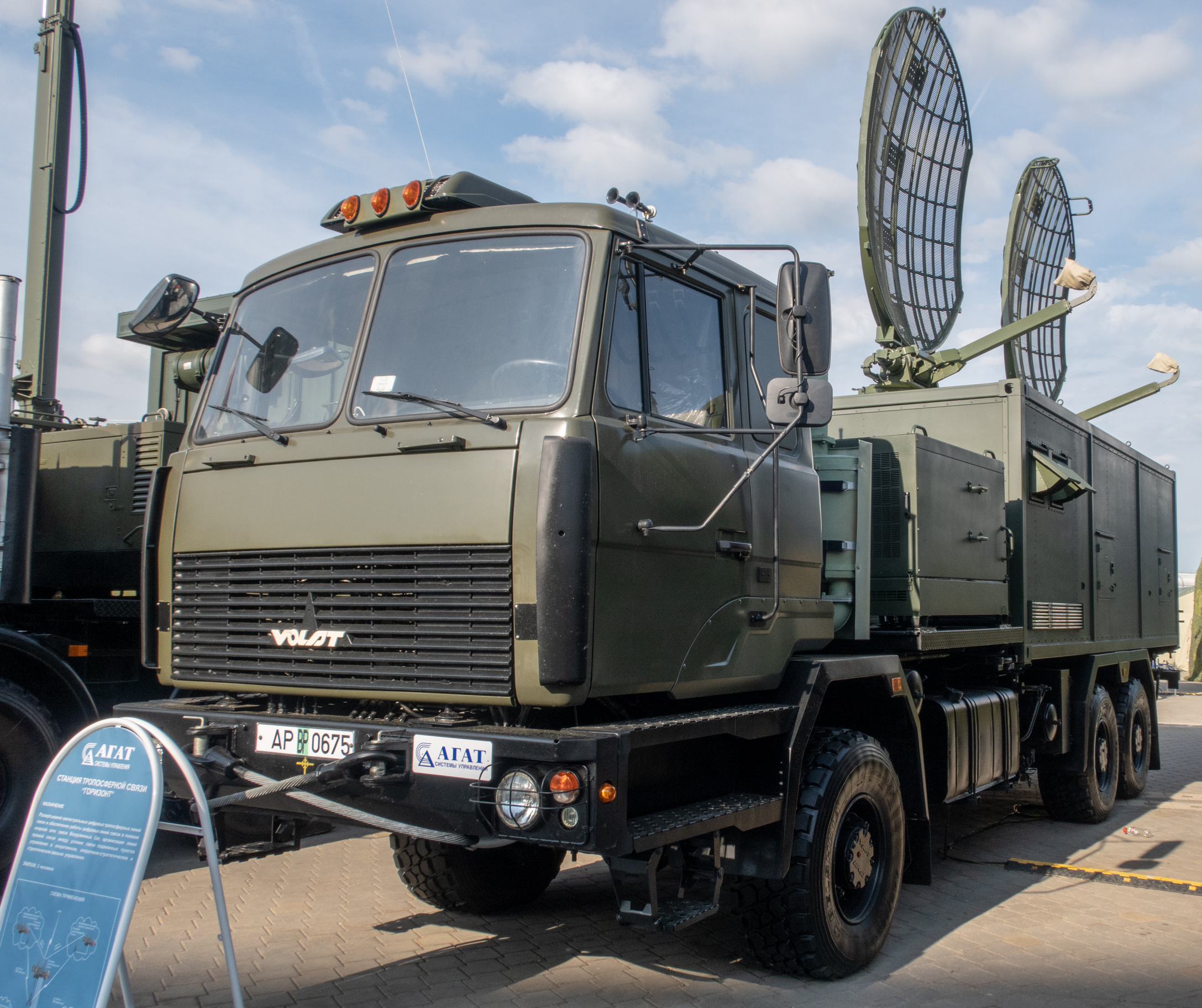
Dreiachsiger MZKT-652730-020 (Minsk, 2019)

Das Minski Sawod Koljosnych Tjagatschei begann spätestens 2001 mit der Fertigung des MZKT-6527. Heute bietet der Hersteller zivile Modelle mit vier oder fünf Achsen an. Sie sind als Unterwagen für Mobilkräne gedacht, als Fahrgestelle für Ausrüstung und Maschinen in der Öl- und Gasindustrie und als Baukipper.
Wie viele andere Fahrzeuge des Herstellers hat der Lastwagen Allradantrieb, in allen Versionen sind alle Achsen angetrieben. Als Antrieb dient bei nahezu allen Varianten ein V8-Viertakt-Dieselmotor vom Typ JaMZ-7511, der im russischen Jaroslawski Motorny Sawod gefertigt wird. Bei 14,86 Litern Hubraum leistet er 400 PS (294 kW) und hat ein Nenndrehmoment von 2110 Nm. Er erfüllt die Euro-2-Abgasnorm und ist für 800.000 Kilometer Lebensdauer ausgelegt. Der Lkw hat ein mechanisches Schaltgetriebe mit neun Vorwärtsgängen und einem Rückwärtsgang, das aus hauseigener Fertigung stammt und auch im Baukipper MZKT-65151 Verwendung findet. Die Zweikreis-Bremsanlage arbeitet mit Druckluft.
Die meisten Versionen des Lastwagens haben vier Achsen und sind über zwölf Meter lang. Modelle mit fünf Achsen haben ohne Aufbauten eine Länge von zirka 15 Metern. Sind die Fahrzeuge voll ausgelastet, betragen die Achslasten teilweise durchgängig 13 Tonnen und damit mehr, als zum Beispiel in Deutschland im öffentlichen Straßenverkehr zulässig wäre. Die Fahrerhäuser werden weitestgehend vom Minski Awtomobilny Sawod zugeliefert und entsprechen jenen des MAZ-5337 und ähnlichen Modellen. An einigen Fahrzeugen kommen modernere Fahrerkabinen zum Einsatz, für Mobilkräne auch flachere und umgestaltete Varianten.
Für militärische Nutzer baut MZKT unter der Marke VOLAT auch Modelle mit nur drei Achsen und deutlich geringeren Nutzlasten. Sie werden mit dem gleichen V8-Dieselmotor wie die zivilen Varianten ausgerüstet, der auch in diesen Lkw 400 PS (294 kW) leistet.

## Modellvarianten
Vom Fahrzeug existieren diverse Versionen, die nachfolgende Liste erhebt keinen Anspruch auf Vollständigkeit.
- MZKT-652700 – Kipper mit vier Achsen (Antriebsformel 8×8) und 27 Tonnen Nutzlast, 48 Tonnen zulässigem Gesamtgewicht und 20 m³ Ladevolumen.[7]
- MZKT-652710 – Fahrgestell (8×8) mit 12,6 Meter Gesamtlänge und 46 Tonnen Gesamtgewicht, kurzer mittlerer Radstand (4750 mm).[1]
- MZKT-652712 – Fahrgestell ohne Aufbau mit vier Achsen (8×8), Gesamtlänge 12,6 m, knapp 30 Tonnen Nutzlast bei 46 Tonnen Gesamtgewicht. Konzipiert für den Einsatz in der Öl- und Gasindustrie.[8]
- MZKT-652715 – Kürzeres Fahrgestell für Mobilkräne (8×8) mit modernisiertem Fahrerhaus und neuem Sechszylinder-Reihenmotor von JaMZ mit 412 PS. 31,5 Tonnen Nutzlast bei 46 Tonnen Gesamtgewicht.[9]
- MZKT-652716 – Langes Fahrgestell für Mobilkräne (8×8) mit alter Kabine und altem Motor. 30,8 Tonnen Nutzlast bei 46 Tonnen Gesamtgewicht.[10]
- MZKT-652720 – Langes Fahrgestell für militärische Nutzer, vier Achsen (8×8) und 12 Tonnen Nutzlast. Gesamtgewicht 29,6 Tonnen.[11]
- MZKT-652730 – Leichtes dreiachsiges Fahrgestell (6×6) für militärische Nutzer, 9 Tonnen Nutzlast bei 24 Tonnen Gesamtgewicht.[12]
- MZKT-652730-020 – Schwere 6×6-Version für militärische Nutzer, 18,5 Tonnen Zuladung bei 32 Tonnen Gesamtgewicht, Fahrerhaus baugleich zum MAZ-6317.[13]
- MZKT-652740 – Dreiachser (6×6), 36 Tonnen Gesamtgewicht und kurzes Fahrerhaus.[1]
- MZKT-652760-220 – Schweres ziviles Fahrgestell mit fünf angetriebenen Achsen (10×10), 15,3 Meter Gesamtlänge und 38,4 Tonnen Nutzlast.[14]
- MZKT-652760-230 – Schweres ziviles Fahrgestell mit fünf angetriebenen Achsen (10×10), 14,9 Meter Gesamtlänge und 43 Tonnen Nutzlast.[15]

## Technische Daten
Für den MZKT-652720 wie ihn der Hersteller Mitte 2018 anbot.
- Motor: Achtzylinder-Viertakt-Dieselmotor
- Motortyp: JaMZ-7511.10
- Leistung: 400 PS (294 kW) bei 1900 min−1
- Hubraum: 14.860 cm³
- Bohrung: 130 mm
- Hub: 140 mm
- Drehmoment: 2110 Nm
- Lebensdauer: 800.000 km
- Motorgewicht: 1250 kg
- Getriebe: MZKT-65151, baugleich mit dem des Kippers MZKT-65151, Eigenfertigung
- Getriebetyp: mechanisches Neunganggetriebe mit Rückwärtsgang
- Verteilergetriebe: nicht zusätzlich untersetzt, mit sperrbarem Mittendifferential
- Höchstgeschwindigkeit: 75 km/h
- Tankinhalt: 2 × 350 l
- Reichweite: 1000 km
- Bremse: Zweikreis-Druckluftbremse
- Federung: Blattfedern mit Stoßdämpfern an allen Achsen
- Einsatztemperatur: −45 bis +50 °C
- Bordspannung: 24 V
- Batterien: 2 × 190 Ah, in Reihe verschaltet
- Antriebsformel: 8×8

Abmessungen und Gewichte
- Länge: 13.810 mm ohne Aufbau
- Breite: 2550 mm
- Breite über Außenspiegel: 2950 mm
- Höhe: 3640 mm
- Radstand: 2050 + 5100 + 2100 mm
- Spurweite vorne: 2094 mm
- Spurweite hinten: 2064 mm
- Bodenfreiheit: 355 mm
- Höhe Oberkante Rahmen: 1420 mm
- Wendekreis: 37 m
- Wattiefe: 1000 mm
- Reifengröße: 390/95R20 mit Schlauch, Reifendruckregelanlage und Runflat-Eigenschaften
- Leergewicht: 17.600 kg
- Zuladung: 12.000 kg
- zulässiges Gesamtgewicht: 29.600 kg
- Achslast vorne: 2 × 7000 kg
- Achslast hinten: 2 × 7500 kg